# بوکس در المپیک تابستانی ۲۰۱۲
مسابقات مشت زنی در بازی‌های المپیک تابستانی ۲۰۱۲ در لندن از ۲۸ ژوئیه تا ۱۲ اوت در سالن اکس‌سل لندن برگزار شد.

## جدول مدال‌ها
| رتبه  | کشور                | طلا | نقره | برنز | مجموع |
| ۱     | بریتانیای کبیر      | ۳   | ۱    | ۱    | ۵     |
| ۲     | اوکراین             | ۲   | ۱    | ۲    | ۵     |
| ۳     | کوبا                | ۲   | ۰    | ۲    | ۴     |
| ۴     | روسیه               | ۱   | ۲    | ۳    | ۶     |
| ۵     | ایرلند              | ۱   | ۱    | ۲    | ۴     |
| ۵     | قزاقستان            | ۱   | ۱    | ۲    | ۴     |
| ۶     | چین                 | ۱   | ۱    | ۱    | ۳     |
| ۸     | ژاپن                | ۱   | ۰    | ۱    | ۲     |
| ۹     | ایالات متحده آمریکا | ۱   | ۰    | ۱    | ۲     |
| ۱۰    | ایتالیا             | ۰   | ۲    | ۱    | ۳     |
| ۱۱    | برزیل               | ۰   | ۱    | ۲    | ۳     |
| ۱۲    | مغولستان            | ۰   | ۱    | ۱    | ۲     |
| ۱۳    | کره جنوبی           | ۰   | ۱    | ۰    | ۱     |
| ۱۳    | تایلند              | ۰   | ۱    | ۰    | ۱     |
| ۱۵    | جمهوری آذربایجان    | ۰   | ۰    | ۲    | ۲     |
| ۱۶    | بلغارستان           | ۰   | ۰    | ۱    | ۱     |
| ۱۶    | هند                 | ۰   | ۰    | ۱    | ۱     |
| ۱۶    | لیتوانی             | ۰   | ۰    | ۱    | ۱     |
| ۱۶    | تاجیکستان           | ۰   | ۰    | ۱    | ۱     |
| ۱۶    | ازبکستان            | ۰   | ۰    | ۱    | ۱     |
| مجموع | مجموع               | ۱۳  | ۱۳   | ۲۶   | ۵۲    |

## خلاصه مدال‌ها

### مردان
| رویداد             | طلا                             | نقره                            | برنز                                    |
| ------------------ | ------------------------------- | ------------------------------- | --------------------------------------- |
| Light flyweight    | زو شیمینگ · چین                 | کااو پانگپرایون · تایلند        | پدی بارنس · ایرلند                      |
| Light flyweight    | زو شیمینگ · چین                 | کااو پانگپرایون · تایلند        | داوید آیراپتیان · روسیه                 |
| Flyweight          | روبیسی رامیرز · کوبا            | نیامبارارین توگستوگت · مغولستان | میشا آلویان · روسیه                     |
| Flyweight          | روبیسی رامیرز · کوبا            | نیامبارارین توگستوگت · مغولستان | Michael Conlan · ایرلند                 |
| Bantamweight       | لوک کامبل · بریتانیای کبیر      | جان جو نوین · ایرلند            | لازارو آلوارز · کوبا                    |
| Bantamweight       | لوک کامبل · بریتانیای کبیر      | جان جو نوین · ایرلند            | ساتوشی شیمیزو · ژاپن                    |
| Lightweight        | واسیل لوماچنکو · اوکراین        | هان سون چول · کره جنوبی         | یاسنیل یولیدو · کوبا                    |
| Lightweight        | واسیل لوماچنکو · اوکراین        | هان سون چول · کره جنوبی         | اوالداس پتروسکاس · لیتوانی              |
| Light welterweight | رونیل ایگلسیاس · کوبا           | دنیس برینچیک · اوکراین          | Vincenzo Mangiacapre · ایتالیا          |
| Light welterweight | رونیل ایگلسیاس · کوبا           | دنیس برینچیک · اوکراین          | Uranchimegiin Mönkh-Erdene · مغولستان   |
| Welterweight       | Serik Sapiyev · قزاقستان        | Fred Evans · بریتانیای کبیر     | Taras Shelestyuk · اوکراین              |
| Welterweight       | Serik Sapiyev · قزاقستان        | Fred Evans · بریتانیای کبیر     | Andrey Zamkovoy · روسیه                 |
| Middleweight       | Ryōta Murata · ژاپن             | Esquiva Falcão · برزیل          | Anthony Ogogo · بریتانیای کبیر          |
| Middleweight       | Ryōta Murata · ژاپن             | Esquiva Falcão · برزیل          | Abbos Atoev · ازبکستان                  |
| Light heavyweight  | Egor Mekhontsev · روسیه         | Adilbek Niyazymbetov · قزاقستان | Yamaguchi Falcão · برزیل                |
| Light heavyweight  | Egor Mekhontsev · روسیه         | Adilbek Niyazymbetov · قزاقستان | Oleksandr Gvozdyk · اوکراین             |
| Heavyweight        | Oleksandr Usyk · اوکراین        | Clemente Russo · ایتالیا        | Tervel Pulev · بلغارستان                |
| Heavyweight        | Oleksandr Usyk · اوکراین        | Clemente Russo · ایتالیا        | Teymur Mammadov · جمهوری آذربایجان      |
| Super heavyweight  | Anthony Joshua · بریتانیای کبیر | Roberto Cammarelle · ایتالیا    | Magomedrasul Majidov · جمهوری آذربایجان |
| Super heavyweight  | Anthony Joshua · بریتانیای کبیر | Roberto Cammarelle · ایتالیا    | Ivan Dychko · قزاقستان                  |

### زنان
| رویداد       | طلا                                    | نقره                      | برنز                                 |
| ------------ | -------------------------------------- | ------------------------- | ------------------------------------ |
| Flyweight    | نیکولا آدامز · بریتانیای کبیر          | Ren Cancan · چین          | Marlen Esparza · ایالات متحده آمریکا |
| Flyweight    | نیکولا آدامز · بریتانیای کبیر          | Ren Cancan · چین          | Mary Kom · هند                       |
| Lightweight  | Katie Taylor · ایرلند                  | Sofya Ochigava · روسیه    | موزونه چاریوا · تاجیکستان            |
| Lightweight  | Katie Taylor · ایرلند                  | Sofya Ochigava · روسیه    | Adriana Araujo · برزیل               |
| Middleweight | Claressa Shields · ایالات متحده آمریکا | Nadezda Torlopova · روسیه | Marina Volnova · قزاقستان            |
| Middleweight | Claressa Shields · ایالات متحده آمریکا | Nadezda Torlopova · روسیه | Li Jinzi · چین                       |